# Peter Carlsohn
Bo Peter Torbjörn Carlsohn, ursprungligen Carlsson, född 20 december 1961 i Sävedalen, Göteborgs och Bohus län, är en svensk musiker framför allt basist.
Peter Carlsohn började sin musikaliska bana i band som Tvärdrag, Bob Cats och Korsdrag. 1980 började han i den kristna rockgruppen Jerusalem och ersatte då Anders Mossberg. Han har sedan varit Jerusalem trogen och spelade på gruppens 30-årsjubileumsturné våren 2006. Carlsson har också spelat i gruppen XT som startade 1991 av Björn Stiggson och Sonny Larson. 
Peter Carlsohn har även en solokarriär och hans band heter The Rise vars senaste album heter Bluezone.